# 下田喜久三
下田 喜久三（しもだ きくぞう、1895年〈明治28年〉1月6日 - 1970年〈昭和45年〉2月17日）は、日本の農学博士。日本および東洋におけるアスパラガス栽培の先駆者であり、日本全国に先駆けて北海道岩内町でアスパラガス栽培の研究を手がけ、大正期に冷害に強い品種改良に成功、日本で初めてアスパラガスの本格的な生産に取り組んだ。「日本のアスパラガスの父」と呼ばれる。昭和期以降も肝油ビタミンや生活科学など、多方面で活躍した。女子教育の先駆者でもあり、女学校の設立により女子教育に尽力した。兄は日本ボーイスカウト創始者の下田豊松、長男は医学者にして元旭川医科大学学長の下田晶久。

## 経歴

### 誕生 - 農学の道へ
岩内の農家で、三男として誕生した。父は石川県（加賀藩）出身の開墾者であり、家では北海道の開墾者のために、米穀物や肥料の販売を営んでいた。長男の下田豊松が家業を継がず、次男も旧制中学時代に早世したため、三男の彼が家業を継ぐため、肥料などの勉強の道へ進んだ。
1912年（明治45年）に東京の私立薬学校（後の東京薬科大学）を卒業後、岩内へ帰郷して、家業を手伝った。その傍らで、学校での勉強に加えて、家業で扱う肥料のために、肥料学、土壌学、植物生理学、農芸学などを独学で勉強した。また、当時の岩内は開墾からまだ日が浅かったため、豊作を目指して、単なる肥料の販売だけでなく、自宅の部屋を改造して研究室とし、新たな肥料の研究を始めた。さらに「診断農業」と称して、農家を回って田畑の土壌を検査し、処方箋を書いて肥料を販売するなど、肥料の販売方法にも工夫を凝らした。

### 冷害対策
1913年（大正2年）、岩内は冷害により大凶作に見舞われた。しかも、下田が理想的な肥料を指導した場所ほど、その被害は大きかった。下田は大いに反省して、冷害に強い作物を北海道の農業により多く導入しなければ、道民の食生活は一向に改善しないと、考えを改めた。

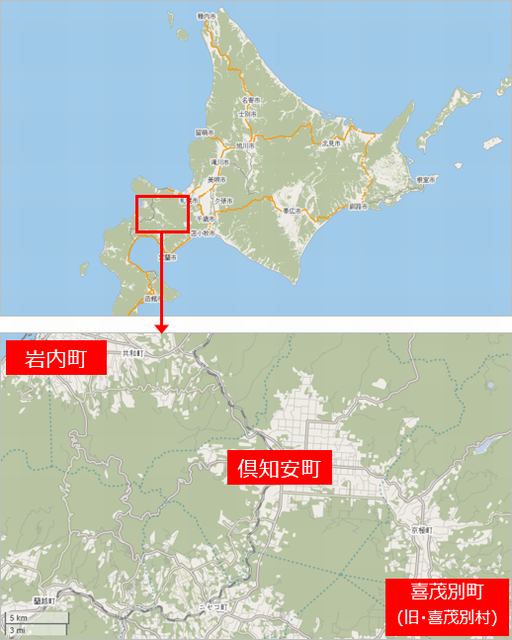
アスパラガス発祥にまつわる北海道内の地、岩内、倶知安、喜茂別の位置関係（2021年時点の地図をもとに）

1916年（大正5年）、下田は倶知安に5ヘクタールの畑を買い、冷害対策の作物の試作を始めた。冷害に強く、尚且つ生産過剰となっても輸出可能な作物の種を、欧米諸国から次々に取り寄せた。何らかの当てがあるわけではなく、まったくの五里霧中の研究であった。背広1着が35円の時代に、種代だけで350円に達し、下田は家業の収入の大部分をこの研究につぎ込んだ。

### アスパラガス栽培への挑戦
下田は試作した作物の中で、育ちも良く、すべての作物の中で最も有望なものとして、アスパラガスに着目した。アスパラガスは春に若芽を収穫した後、秋までは養分が地下の根にたまるために、低温の影響を受けにくいという特徴がある。
岩内の海岸には、アスパラガスに酷似した近隣種のホソバキジカクシが自生していた。下田は、近隣種が自生していることから、北海道でもアスパラガスが栽培可能と考えた。また当時、アスパラガスは東洋ではまったく生産しておらず、日本では輸入に頼っていた上に、世界的にも需要があったため、生産過剰になっても本州や日本国外へ輸出できるとも考えられた。
下田は、アスパラガスに限定して試験栽培を続け、北海道の風土に合う品種を捜すことに没頭した。日本国外の品種の内、北海道と似た環境のもの、冷害に強いものなど、試行錯誤の末に、ドイツ産とアメリカ産の品種との交配により、冷害に強く、且つ発芽も早い優良品種を生み出すことに成功した。

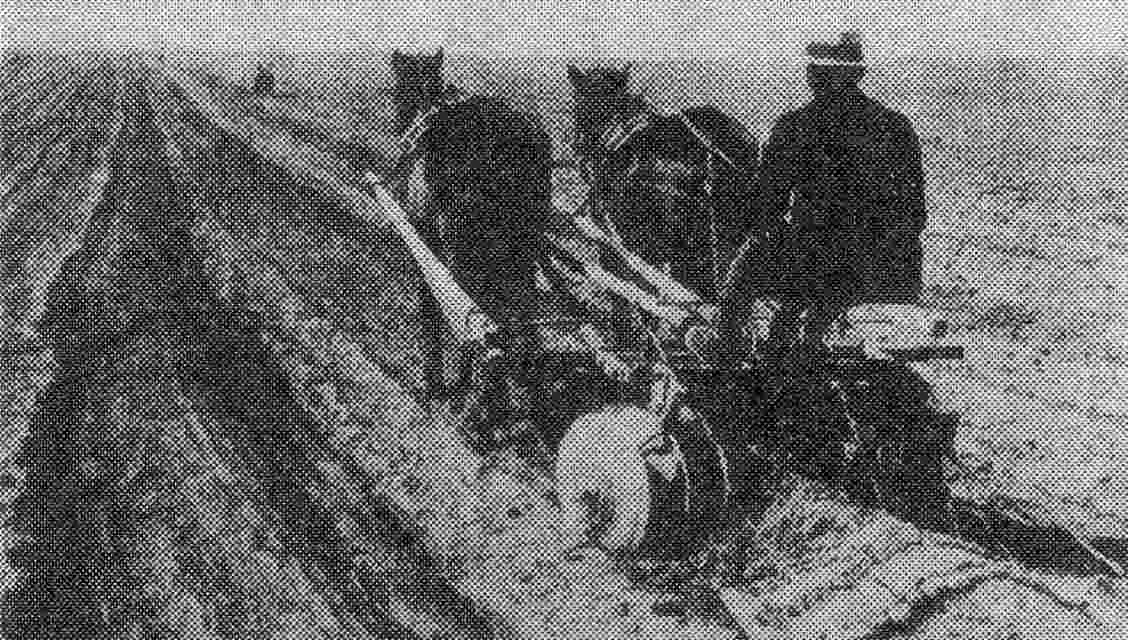
岩内のアスパラガス畑（大正時代）

こうして1921年（大正10年）、下田は北海道産のアスパラガスを完成させ、それを「瑞洋（ずいよう）」と命名した。翌1922年（大正11年）、下田は岩内郡前田村（後の共和町）にアスパラガスを植えつけて、栽培を開始した。

### 栽培の本格化
下田はアスパラガスの栽培と共に、商品化を目指した。1920年（大正9年）、自宅近くに「瑞洋食品研究所」を設立して、缶詰製造を研究した。それ以前からグリーンピースの缶詰や蒲鉾などの製造を手掛けていたことも功を奏して、翌1921年、瑞洋種による缶詰の試験製造に成功した。その品質は、当時のアメリカ産のアスパラガスにも劣らない出来栄えであった。
1922年、下田は研究結果をとりまとめ、北海道庁に対して、同庁の技師、または大学の研究者を日本国外に派遣し、自身の研究成果を調査させ、アスパラガスを北海道農業へ取り入れるよう、建言書を提出した。北海道大学農学部は「下田1人の研究では確信に足らず、アスパラガスはまだ研究途上なので、北海道の農業に取り入れるべきではない」と結論付けた。しかし当時の北海道庁長官の宮尾舜治は「ここまで研究したのだから、人任せにせず、自分自身が行くべき」と進言した。渡航には費用の問題があったが、宮尾は北海道長官として国有林の払い下げの権限があったので、国有林3本を下田に払い下げ、それを売ることにより費用が得られた。こうして下田は道庁の嘱託として、翌1923年（大正12年）より、半年にわたってアメリカ、ドイツ、フランスなど、各国のアスパラガス産地や、アスパラガス缶詰工場を視察した。
帰国した下田は、宮尾の手引きにより、各界の有力者たちからの協力を得られ、1924年（大正13年）11月に岩内に日本アスパラガス株式会社（戦後に再興された同名の会社の前身、後述）を設立、専務取締役に就任し、本格的な缶詰製造に乗り出した。この会社の起業式の案内状には、先述の宮尾舜治を始め、経済界の著名人が名を連ねており、アスパラガスへの期待の大きさを窺い知ることができる。

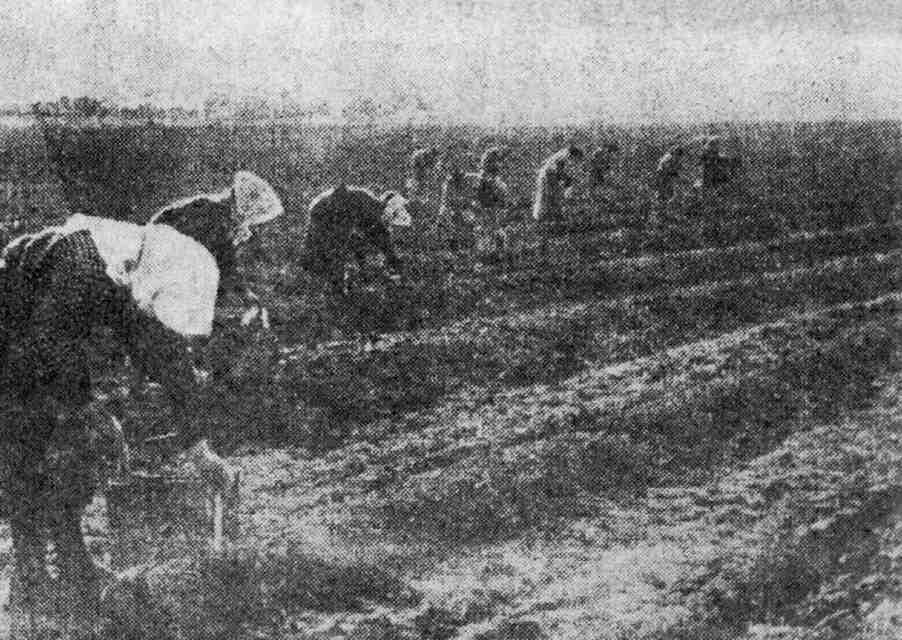
岩内のアスパラガス畑での初めての採取の光景（1924年）

同1924年に、岩内の畑で初めてアスパラガスが採取できた。しかし、採集時期に天候が寒冷だったこともあり、硬くて食べるには適さなかった。下田は再びアメリカへわたって環境と気候を調査し、帰国後に、アスパラガスの苦みを除去し、香味を加え、栽培でも寒冷を防ぐ工夫を凝らし、東洋初のアスパラガスの缶詰が完成した。
1926年（昭和元年）、下田はアスパラガスの缶詰の販売を開始した。しかし東京の一流ホテルなどは、料理人の意地からか、「アメリカ製が最良」と主張し続けていた。下田はわざわざアメリカ製の缶詰を取り寄せ、自分らの缶詰と比較し、品質が同等であることを説得し、販売上で成功を収めるには数年を要した。

### 喜茂別での栽培
岩内はもともと漁業中心の町であったため、土質が畑に適さず、それ以上の栽培の発展は期待できなかった。土壌が粘土状でひび割れができ、光が入り込んで着色するため、ホワイトアスパラは完全な白でないと値打ちが下がる。下田は工場近くの土地を捜したが、収穫に年数を要するという条件があり、下田の希望に応える農家は少なかった。
それに先駆けて北海道喜茂別村の第4代村長である志賀勘治は、1925年（大正14年）に後志支庁に出向いたとき、冷害に強いアスパラガスを知り、「アスパラガスこそ村に適した作物」と見抜いて、同1925年より村内で試作をしていた。当時の喜茂別は経済的な危機に瀕しており、農民たちからの反応は芳しくなかったが、第5代村長である千葉忠次郎がその事業を受け継ぎ、アスパラガスの本格的な導入のために尽力し、アスパラガスを村の更生策として主張した。下田が喜茂別を調査した結果、驚くほどアスパラガス栽培に最適であることが確認され、話はまとまった。
1927年（昭和2年）、喜茂別の畑に100本の苗が植えられた。しかし、当時はまだアスパラガスについて理解度が低く、村民たちは批判的であった。「最盛期に採取できるアスパラガスの量は大福豆の2倍、その他の豆作りの4倍の収入になる」といわれたが、それを「あまりに話がうますぎる」と疑う者も多く、子供に「あれは毒草だから触るな」という者もいたほどだった。下田は1929年（昭和4年）から巡回講習を始め、アスパラガスの良さを説いて回ったが、それでも農家の人々は下田を信用しきれなかった。
そこへ、行天慶太郎という人物が「誰も引き受けないのなら、自分1人でも引き受ける」と名乗り出た。下田は感激し、「彼が1人目となったことで、村人たちも理解してくれるだろう」と考えた。その期待通り、アスパラガス栽培を受けいれる農家は徐々に増え、本格的な栽培が開始された。1929年当時は、栽培地は40ヘクタールだったが、4年後はその倍以上の100ヘクタールとなり、岩内を引き離すまでになった。
1939年（昭和14年）、喜茂別アスパラガス缶詰工場が完成、畑は452ヘクタールにまで達した。道内の操業工場は11、缶詰生産高は6万6100函を記録した。やがて作付け面積は道央から道東まで北海道各地に広がり、翌1940年（昭和15年）には全道で2千ヘクタール、操業工場は12、缶詰生産高は7万3200函に達した。北海道産のアスパラガス缶詰は日本国外から芸術品とまでいわれ、品質は世界一ともいわれた。

### その他の業績
下田はアスパラガスの事業が順調に進んだ頃から、スケトウダラの肝油ビタミンの研究、ザリガニの生化学的研究、くる病の研究、生活科学の普及など、多方面での活動により生活文化の向上をはかった。
肝油ビタミンは、当時の岩内がスケトウダラ漁の好景気に沸いていたことから発案したもので、1928年（昭和3年）に自宅に「水産工業試験所」を私設し、独自の手法でスケトウダラの肝臓に含まれる豊富なビタミンAやビタミンDの抽出に成功した。従来の手法では、タラの肝臓を煮て肝油を採取していたが、その手法で採取可能な肝油は肝臓に含まれる脂肪分の一部に過ぎなかったため、機械的な方法ですべての肝油を採取する方法を研究し、その手法を完成させ、1931年（昭和6年）に発明特許を認められた。「下田式肝油」として日本国民、特に児童の健康増進に大きく寄与した。肝油はノルウェーが世界的な主産地であったが、下田の肝油はその10倍の濃度があると認められ、ノルウェー、そしてアメリカ、ドイツにも輸出され、不用品として廃棄されていたスケトウダラの肝臓の価値を高めることとなった。また、この研究所でアスパラガスの基部に含まれている苦味質から「アスパラエキス」を開発して、栄養飲料の製品化にも成功した。
ザリガニ研究では、ザリガニの産卵の研究が認められたことで、1948年（昭和23年）8月、北海道大学から農学博士の学位を授与された。旧制専門学校の卒業者に博士号が与えられるのは、異例のことであった。
特に下田が尽力したのが、女子教育であった。1936年（昭和11年）5月、栄養学の普及と、栄養学を身に付けた若い女性の育成、そして女性の自立のために、それまでの事業で得た収入と私財を投じて、岩内に「北海道婦女実務寮」を設立、運営にあたった。これは栄養専門学校か栄養短期大学に相当する学習施設であり、このような施設は当時、北海道では唯一であった。「下田塾」とも呼ばれ、全道各地から女学生が集まった。運営費にはアスパラガスの工場の利益があてられ、授業料や食費はすべて免除された。下田の主張は「子供を産むのも母、育てるのも母。女子の教育こそ農漁村の荒廃を救う」であった。この学校の創設時に建てられた頌徳碑には、楠木正成、孔子、孟子の母の意味で「楠母」「孔母」「孟母」と刻まれており、これらからも下田が目指した女子教育の意識の高さが窺える。生徒たちは栄養分析のために、もんぺ姿で農園で実習していたことから、「モンペ学校」とも呼ばれた。後に名称は「北海道女子学院」「北海道学院」「下田生活館」と変更されつつ、21年後の1957年（昭和32年）に火災による校舎焼失で廃校となるまで、卒業生の数は255人にのぼった。卒業者は栄養学のみならず、一般教養や茶道なども身につけ、結婚相手の候補として引く手あまたであり、町民には「花嫁学校」の愛称でも親しまれた。

### 晩年 - 死去、没後
戦前に興された日本アスパラガス株式会社は、太平洋戦争の勃発に伴い、主に欧米向けだった缶詰が輸出停止になったことや、戦時統制によりアスパラガスが不急作物と見なされ、イモなど軍需作物への転作を強いられたためなどが理由で、解散した。下田もその後は第一線から退いていたが、1961年（昭和36年）に食品会社であるデイジー食品工業が富良野へ進出した後、富良野市の事務所長を務め、アスパラガス作りに復帰した。晩年には妻の死により、一度は深く悲嘆したが、士別市の農地委員会から依頼されたことで、アスパラガス栽培の調査に取り組んだ。アスパガラスに生涯を捧げた下田は、アスパガラスにより再起し、その行動力は晩年においても衰えることはなかった。
70歳代は富良野で過ごした後に、1970年（昭和45年）2月、75歳で死去した。死去と前後して、下田のアスパラガス栽培にまつわる北海道内の各地に、発祥の地としての碑が建立された（後述）。
日本アスパラガス株式会社は1951年（昭和26年）に新会社として再興されたが、安価な輸入缶詰に押されたこと、収穫作業に人手がかかることなどから、缶詰製造は1996年（平成8年）に中止され、1980年（昭和55年）より始めていた飲料製造に特化された。こうして岩内のアスパラガス製造は一時は停滞したが、その後の2001年（平成13年）には、下田を嚆矢とする岩内のアスパラガスの普及を目指して、「日本のアスパラガス発祥の地」岩内生産者の会が発足し、アスパラガスの「岩内ブランド」の確立、会員の農家が収穫したアスパラガスの出荷、栽培希望者の相談などに努めている。また札幌市の北海道農業研究センターでは、下田の作った瑞洋と別種の交配によるアスパラガス「ズイユウ」が育成されている。
岩内町清住にある岩内町郷土館には、下田が戦前にアメリカへの輸出向けに製造したアスパラガスの缶詰、会社設立時の趣意書、欧米視察時のパスポートやトランク、アスパラガスと肝油製造の研究報告冊子、大正時代のアスパラガス畑や缶詰工場の写真、1961年に下田が札幌で昭和天皇にアスパガスラ産業について解説した「ご進講」の原稿、北海道婦女実務寮の生徒たちの実習の様子を収めた写真など、下田とアスパラガスにまつわる貴重な資料が保存されている。珍しいものでは、昭和初期のアスパラの収穫から運搬、工場での作業過程を収めた記録映画「アスパラの歌」があり、映像コーナーで視聴可能である。
平成・令和期以降においても、岩内では下田が「下田博士」と呼ばれて親しまれているが、岩内近郊以外では知名度はさほど高くなく、資料も少なかった。このことで下田の長男晶久は2005年、私家版として『下田喜久三小伝』を発行した。2020年（令和2年）6月には、翌2021年（令和3年）が瑞洋種誕生から百周年を迎えることを記念して、岩内の市民科学者である斉藤武一が、この小伝をもとに下田の足跡をまとめ、私家版小冊子『生れ出づる希望 アスパラガス誕生物語』を刊行して、静かな反響を呼んだ。

## 年譜
- 1895年（明治28年）1月6日 - 岩内の農家で三男として誕生[4][13]
- 1912年（明治45年） - 東京の私立薬学校を卒業[6]、岩内で家業を手伝う[17]
- 1916年（大正5年） - 倶知安で冷害対策の作物の試作を開始[13][18]
- 1920年[注 5]（大正9年）[30] - 缶詰製造の研究のため、自宅近くに「瑞洋食品研究所」を設立[21][31]
- 1921年（大正10年）[注 4] - 北海道産のアスパラガス「瑞洋」完成[21][28]、瑞洋種による缶詰の試験製造に成功[26]
- 1922年（大正11年） - 岩内郡前田村でアスパラガスの栽培を開始[23][28]
- 1923年（大正12年） - 半年にわたってアメリカ、ドイツ、フランスなど[32][33]、各国のアスパラガス産地や、アスパラガス缶詰工場を視察[14][32]
- 1924年（大正13年）11月 - 帰国後、岩内に日本アスパラガス株式会社を設立[4][33]、専務取締役に就任し[34]、本格的な缶詰製造を開始[31][33]
- 1926年（昭和元年） - アスパラガスの缶詰の販売を開始[31][33]
- 1928年（昭和3年） - スケトウダラの肝油ビタミンの研究のため、自宅に「水産工業試験所」を設立[43]
- 1929年（昭和4年） - 喜茂別でのアスパラガス栽培の指導のため、巡回講習を開始[37][41]
- 1931年（昭和6年） - スケトウダラの肝油ビタミン採取方法で、発明特許を認められる[3]
- 1936年（昭和11年）5月[49] - 岩内に「北海道婦女実務寮」を設立、女子教育に取り組む[44][47]
- 1948年（昭和23年）8月 - ザリガニの産卵の研究により、北海道大学から農学博士の学位を授与される[14][48]
- 1961年（昭和36年） - 食品会社であるデイジー食品工業の富良野市の事務所長を務める[14][33]
- 1967年（昭和42年） - 勲四等瑞宝章を受賞[35]
- 1970年（昭和45年）2月17日 - 死去[1][3]

## 家族
父親の下田仁三郎は、石川県（加賀藩）出身の入植者であった。開墾地である原野を掘り起こしていたとき、土の中から一文銭が見つかり、これを「一生懸命に働きなさい」との神からのお告げと信じて、家業が大きくなっても神への信仰心を忘れなかった。「商売は単に収入を得るのみならず、人のために行うもの」と考えており、この考えは息子の喜久三へも受け継がれた。
兄の下田豊松は、1916年（大正5年）に北海道内のボーイスカウトの草分けである岩内少年団を結成し、弟の喜久三が家業を継いだ後にボーイスカウト運動に没頭、その一方で広い人脈をもって、喜久三の仕事を支えた。下田が倶知安で冷害対策の作物の試作を始めた後、1917年（大正6年）に岩内から倶知安へ移住、後に喜久三の弟（四男）の下田久雄も移住し、岩内に住む喜久三に代わって農場の経営管理にあたった。北海道庁長官の宮尾舜治が喜久三にヨーロッパ視察を進言したことも、豊松の少年団関係で宮尾に世話になった縁であった。喜茂別村長の千葉忠次郎がアスパラガス栽培に乗り出したのも、千葉が豊松と会う機会があり、アスパラガスに話が及んだことで、喜久三との交渉に至った経緯があった。

## 下田喜久三兄弟と「アスパラガス発祥の地」
アスパラガスの試作が行われた喜茂別では、1965年（昭和40年）に有志により、喜茂別と札幌の境である中山峠に「アスパラガス発祥の地」の碑が建てられて、「喜茂別が発祥地であり、北海道知事より発祥地として功績を称えられた」との碑文が添えられた。
これに対して岩内では、アスパラガス栽培の発祥は喜茂別ではなく岩内だと主張し、十年後の1975年（昭和50年）11月に、岩内町内のアスパラガス試作地の一つであった高台地区に、「日本のアスパラガス発祥の地」の碑が建てられ、下田がアスパラガス栽培の嚆矢だとする碑文が刻まれた。最初にアスパラガスが植え付けられた地は団地となり、多くの人が働いていた工場もなく、アスパラガス栽培の痕跡はほとんど残されていないが、工場跡地の前を通り、下田の邸宅や研究所へ続いていた坂道は、岩内町民の下田への敬意と誇りを込めて、「アスパラの坂」と名付けられている。
また下田が最初に冷害対策の作物の試作を始めた倶知安もまた、発祥の地を主張している。下田豊松と久雄が試作地を管理した後、豊松が酪農に転じて試作地が次第に宅地となったため、久雄が試作地に「アスパラガス発祥之地」の木柱を建てた。さらに後には、その場所に農業協同組合の事務所が建てられたため、発祥の地の痕跡は現存していないが、試作されたアスパラガスは半ば野生化し、戦中から戦後にかけての窮乏期に、倶知安の多くの住民がこのアスパラガスで食糧難を凌いだ。また下田兄弟の没後も、豊松の息子が所有地で、瑞洋種を保存栽培していた（1986年〈昭和61年〉時点）。
こうして、下田喜久三とその兄弟にまつわる「アスパラガス発祥の地」が、北海道内に混在する事態に至っている。このことについて、北海道余市郷土研究会会員であり、『京極町史』『喜茂別町史』を著した前田克己は、下田喜久三の本拠地が岩内であり、東洋で最初のアスパラガス缶詰の生産地も岩内であることから、岩内を発祥の地と見なすのが至当と述べており、喜茂別をアスパラガスを育て上げた地として「アスパラガス揺籃の地」、倶知安を「試作成功の地」と結論付けている。

## 著作
- 『アスパラガス』端洋食品研究所、1924年3月。 NCID BA48875519。
- 『栄養の攝り方』北方文化出版社、1941年12月。 NCID BA47905534。
- 『科学する食生活』北海道学院、1951年9月。 NCID BN07390780。